# National Trust for Historic Preservation
Il National Trust for Historic Preservation è un'organizzazione senza scopo di lucro e finanziata da privati con sede a Washington, negli Stati Uniti d'America, che si occupa di conservare e valorizzare i siti architettonici o naturali e i monumenti degli USA.

## Storia

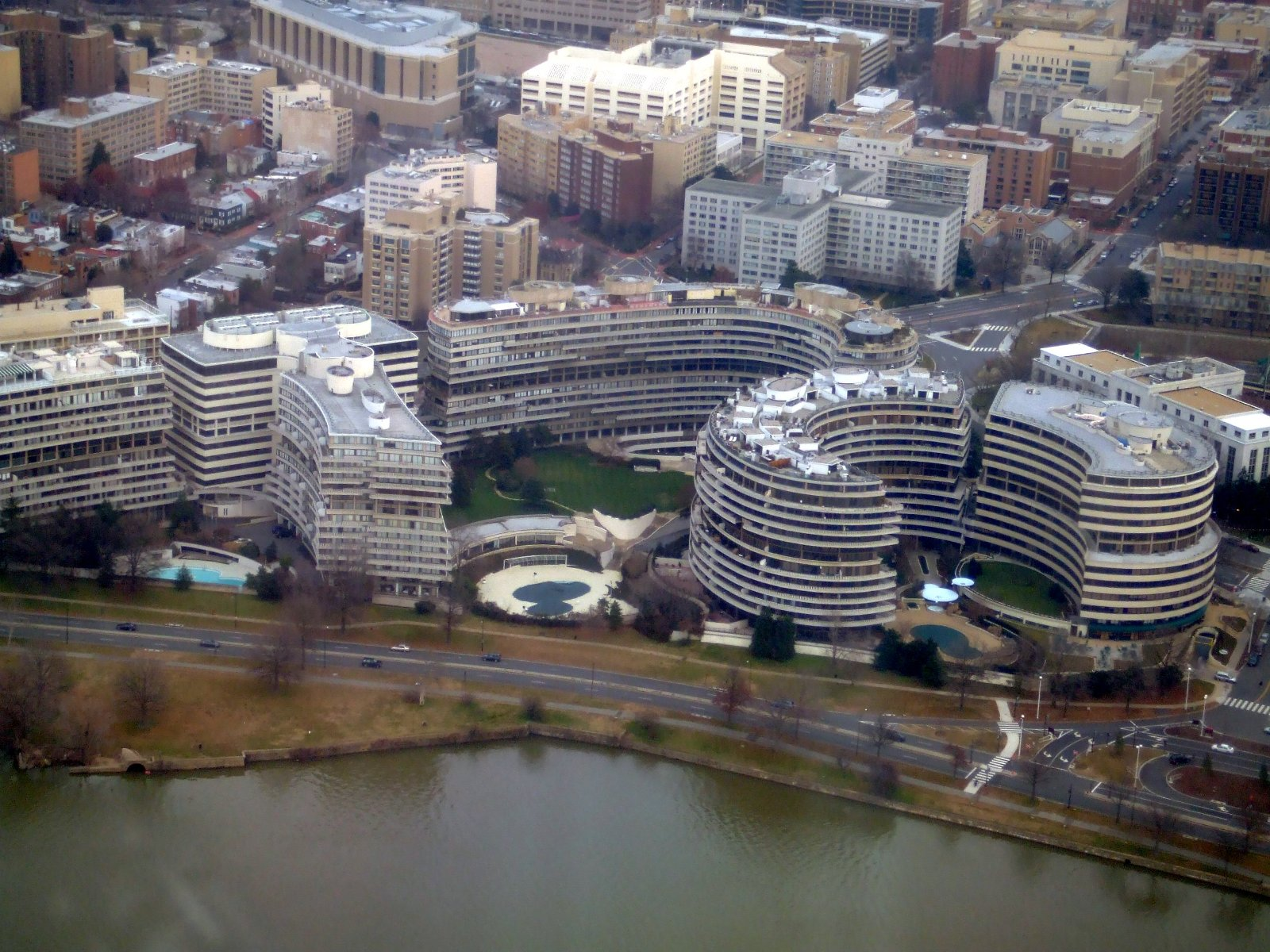
Il Watergate complex di Washington, l'attuale sede del National Trust

### Antecedenti
Al termine della guerra civile americana (1861-1865) e in risposta all'aumento dei flussi migratori, gli Stati Uniti maturarono un rinnovato senso di identità nazionale che portò all'emanazione di leggi atte a preservare i siti e i monumenti storici che erano ritenuti significativi per la Nazione. A conferma di ciò, nel 1872, Yellowstone divenne il primo parco nazionale del Paese. Nel 1906 venne firmato l'Antiquities Act, che permetteva al presidente americano di decidere quali dovevano essere i monumenti o le aree storiche da considerare siti storici. Nel 1935 venne approvato l'Historic Sites Act, che definì programmi per la ricerca e l'inventario dei siti storici. Nel 1931, la città di Charleston, nella Carolina del Sud, inaugurò il primo distretto storico del Paese.

### Fondazione
Tuttavia, il vero e proprio National Trust for Historic Preservation venne fondato soltanto verso la fine degli anni 1940, quando David E. Finley Jr., George McAneny, Christopher Crittenden e Ronald Lee si incontrarono alla National Gallery of Art di Washington per discutere sulla possibilità di creare un'organizzazione nazionale mirata a preservare gli edifici e le aree storiche. A tale raduno ne seguì uno il 15 aprile 1947 a cui parteciparono, oltre ai suddetti, i rappresentanti di numerose società artistiche, architettoniche e storiche. L'evento portò alla nascita del National Council for Historic Sites and Buildings e i partecipanti alla kermesse divennero i primi membri del Consiglio. La prima di varie sedi occupate dell'organizzazione fu il Teatro Ford nel centro di Washington. Il National Trust venne ufficialmente fondato il 26 ottobre 1949 sulla base dell'omonima organizzazione britannica, e dopo essere stato approvato in seguito a una legge presentata dal rappresentante della Florida J. Hardin Peterson e firmata da Harry S. Truman. Tale emendamento prevedeva che il Trust dovesse acquisire e preservare siti e oggetti storici di importanza nazionale e fornire relazioni annuali al Congresso degli USA sulle sue attività.

### Seconda metà del Novecento - oggi
Nel 1952 si decise di fondere i consigli di amministrazione del National Trust for Historic Preservation e del National Council. La procedura ebbe termine quattro anni più tardi. La prima proprietà entrata nell'elenco del National Trust è la Woodlawn Plantation, che si trova nel nord della Virginia. Durante il decennio seguente, il National Trust divenne sempre più importante fino a diventare la principale organizzazione nazionale nell'ambito della conservazione di aree storiche. Nel 1966, il Congresso approvò il National Historic Preservation Act, che forniva finanziamenti a varie organizzazioni, fra cui il National Trust (tali finanziamenti cesseranno nel 1996, quando l'organizzazione inizierà ad essere sovvenzionata da privati). Nel 1971, il National Trust aprì una sede a San Francisco. Nel 1976, l'organizzazione acquistò l'Andrew Mellon Building di Washington, che rimarrà il suo quartier generale per molti anni. Nel 2013, la sede centrale del National Trust si trasferì nel Watergate di Washington.